# 3740 Menge
A 3740 Menge (ideiglenes jelöléssel 1981 EM) a Naprendszer kisbolygóövében található aszteroida. Henri Debehogne,  Giovanni de Sanctis fedezte fel 1981. március 1-én.